# John Knott
John Frederick Knott (9 décembre 1938 - 5 octobre 2017) est un métallurgiste et scientifique des matériaux britannique.

## Biographie
De 1962 à 1966, Knott est chargé de recherche au Central Electricity Research Laboratories de Leatherhead dans le Surrey, après quoi il devient chargé de cours au Département des matériaux, des sciences et de la métallurgie de l'Université de Cambridge entre 1967 et 1981. En 1990, il part à l'Université de Birmingham, où il est professeur et directeur de l'École de métallurgie et des matériaux jusqu'en 1996, doyen de l'ingénierie de 1995 à 1998 et cinquième professeur Feeney de métallurgie physique entre 1994 et 2007 .
Il est élu membre de la Royal Society (FRS) en 1990 , et reçoit leur médaille Leverhulme en 2005 "pour ses contributions distinguées à la compréhension scientifique quantitative des processus de rupture dans les métaux et alliages et ses applications d'ingénierie" . Il est élu en 1988 membre de la Royal Academy of Engineering .
Il est décédé le 5 octobre 2017 à l'âge de 78 ans .